# Persone di nome Fortunato
| Questa pagina contiene informazioni ricavate automaticamente dalle voci biografiche con l'ausilio del template Bio e di un bot. L'aggiornamento è periodico e automatico e ricostruisce completamente la pagina. Se manca una persona in questa lista, sei pregato di non aggiungerla, ma accertati piuttosto che la sua voce biografica contenga il template Bio e che i dati anagrafici siano correttamente compilati. Se il template Bio manca, inseriscilo tu stesso o, in alternativa, metti l'avviso {{tmp\|Bio}} che ne segnala la mancanza. Se i dati riportati sono sbagliati, correggi direttamente la voce biografica; le modifiche saranno visibili in questa lista entro pochi giorni. Per chiarimenti vedi il progetto antroponimi. La lista contiene solo le 93 persone che sono citate nell'enciclopedia e per le quali è stato implementato correttamente il template Bio. Pagina aggiornata al 6 mag 2025. |

Questa è una lista di persone presenti nell'enciclopedia che hanno il nome Fortunato, suddivise per attività principale.

## Allenatori di calcio(1)
- Fortunato Torrisi, allenatore di calcio e ex calciatore italiano (Melito di Porto Salvo, n. 1955)

## Architetti(1)
- Fortunato Morestori, architetto italiano (Solignano, n. 1880 - Parma, † 1916)

## Arcivescovi cattolici(3)
- Fortunato Maria Farina, arcivescovo cattolico italiano (Baronissi, n. 1881 - Foggia, † 1954)
- Fortunato Morrone, arcivescovo cattolico italiano (Isola di Capo Rizzuto, n. 1958)
- Fortunato Pinto, arcivescovo cattolico italiano (Salerno, n. 1740 - Salerno, † 1825)

## Attori(1)
- Fortunato Cerlino, attore italiano (Napoli, n. 1971)

## Avvocati(2)
- Tommaso Arnoni, avvocato e politico italiano (Cirò, n. 1877 - Cosenza, † 1950)
- Fortunato Luzzi, avvocato e rivoluzionario italiano (Mortara, n. 1789 - Newcastle, † 1823)

## Bibliografi(1)
- Fortunato Pintor, bibliografo e bibliotecario italiano (Cagliari, n. 1877 - Roma, † 1960)

## Calciatori(4)
- Fortunato Baldinotti, calciatore italiano (Firenze, n. 1908 - Firenze, † 1947)
- Fortunato Franco, calciatore indiano (Goa, n. 1939 - Goa, † 2021)
- Fortunato Lamon, calciatore italiano (Castelfranco Veneto, n. 1904 - Castelfranco Veneto, † 1993)
- Fortunato Loddi, ex calciatore italiano (Roma, n. 1950)

## Canoisti(1)
- Fortunato Luis Pacavira, canoista angolano (Luanda, n. 1978)

## Canottieri(1)
- Fortunato Maninetti, canottiere italiano (Lissago, n. 1920 - Varese, † 1997)

## Cantautori(1)
- Fortunato Zampaglione, cantautore e produttore discografico italiano (Monza, n. 1975)

## Cardinali(4)
- Fortunato Baldelli, cardinale e arcivescovo cattolico italiano (Valfabbrica, n. 1935 - Roma, † 2012)
- Fortunato Ilario Carafa della Spina, cardinale e vescovo cattolico italiano (Napoli, n. 1631 - Portici, † 1697)
- Fortunato Frezza, cardinale e arcivescovo cattolico italiano (Roma, n. 1942)
- Fortunato Tamburini, cardinale italiano (Modena, n. 1683 - Roma, † 1761)

## Cestisti(2)
- Fortunato Muñoz, cestista ecuadoriano (Guayaquil, n. 1923 - † 2010)
- Fortunato Yambao, cestista filippino (Masantol, n. 1912 - Cavite, † 1970)

## Ciclisti su strada(1)
- Fortunato Baliani, ex ciclista su strada italiano (Foligno, n. 1974)

## Compositori(1)
- Fortunato Chelleri, compositore italiano (Parma, n. 1690 - Kassel, † 1757)

## Direttori artistici(1)
- Fortunato Ortombina, direttore artistico italiano (Mantova, n. 1960)

## Economisti(1)
- Fortunato Speziali, economista italiano (Sant'Ilario dello Ionio, n. 1930)

## Fantini(1)
- Fortunato Castiello, fantino italiano (Francolise, n. 1910 - Pastorano, † 1975)

## Filologi(1)
- Fortunato Federici, filologo e bibliotecario italiano (Esine, n. 1778 - Padova, † 1842)

## Fisici(1)
- Tito Arecchi, fisico italiano (Reggio Calabria, n. 1933 - Firenze, † 2021)

## Fumettisti(1)
- Gianni De Luca, fumettista, illustratore e pittore italiano (Gagliato, n. 1927 - Roma, † 1991)

## Generali(3)
- Fortunato Marazzi, generale, politico e scrittore italiano (Crema, n. 1851 - Crema, † 1921)
- Fortunato Maycotte, generale messicano (Progreso, n. 1891 - Palo Blanco, † 1924)
- Fortunato Saladino, generale italiano (Trapani, n. 1925 - Roma, † 2017)

## Giocatori di calcio a 5(1)
- Fortunato Carvalho, ex giocatore di calcio a 5 australiano (n. 1968)

## Imprenditori(1)
- Fortunato Prandi, imprenditore e politico italiano (Camerana, n. 1799 - Sale delle Langhe, † 1868)

## Ingegneri(1)
- Fortunato Padula, ingegnere e politico italiano (Napoli, n. 1816 - Napoli, † 1881)

## Matematici(1)
- Fortunato da Brescia, matematico e anatomista italiano (Brescia, n. 1701 - Madrid, † 1754)

## Medici(1)
- Fortunato Fedele, medico italiano (San Filippo d'Argirò, n. 1550 - San Filippo d'Argirò, † 1630)

## Militari(5)
- Fortunato Caccamo, militare e carabiniere italiano (Gallina, n. 1923 - Roma, † 1944)
- Fortunato Cesari, militare e aviatore italiano (Galatina, n. 1912 - Radama, † 1936)
- Fortunato Crostarosa, militare italiano (Roma, n. 1830 - Roma, † 1912)
- Fortunato Federigi, militare e aviatore italiano (Seravezza, n. 1901 - Amorgos, † 1941)
- Fortunato di Casei, militare romano (Roma, † 300)

## Musicisti(1)
- Fortunato Lay, musicista e giornalista italiano (Roma, n. 1903 - Roma, † 1995)

## Naturalisti(1)
- Fortunato Zeni, naturalista italiano (Rovereto, n. 1819 - Rovereto, † 1879)

## Nobili(2)
- Fortunato Martinengo Cesaresco, nobile e letterato italiano (Arco, n. 1512 - Venezia, † 1552)
- Fortunato Vergara di Craco, nobile e politico italiano (Palermo, n. 1833 - Palermo, † 1928)

## Orafi(1)
- Fortunato Pio Castellani, orafo, antiquario e collezionista d'arte italiano (Roma, n. 1794 - Roma, † 1865)

## Partigiani(1)
- Fortunato Avanzati, partigiano e politico italiano (Abbadia San Salvatore, n. 1919 - Siena, † 1997)

## Patriarchi cattolici(1)
- Fortunato II di Grado, patriarca cattolico italiano

## Patrioti(1)
- Fortunato Timolini, patriota italiano (Correggio, n. 1835 - Valle di Maddaloni, † 1860)

## Piloti motociclistici(1)
- Fortunato Libanori, pilota motociclistico e pilota motonautico italiano (Milano, n. 1934 - Milano, † 2006)

## Pittori(6)
- Fortunato Depero, pittore, scultore e designer italiano (Fondo, n. 1892 - Rovereto, † 1960)
- Fortunato Duranti, pittore e collezionista d'arte italiano (Montefortino, n. 1787 - Montefortino, † 1863)
- Fortunato Gatti, pittore italiano (Parma, n. 1597 - Parma, † 1651)
- Fortunato Pasquetti, pittore italiano (Venezia, n. 1690 - Portogruaro, † 1773)
- Fortunato Rocchi, pittore e architetto italiano (Prato, n. 1822 - Prato, † 1909)
- Fortunato Tami, pittore e incisore italiano (Ovaro, n. 1875 - † 1942)

## Politici(7)
- Fortunato Aloi, politico italiano (Reggio Calabria, n. 1938)
- Fortunato Bianchi, politico italiano (Cava Manara, n. 1922 - † 1993)
- Fortunato Calcagno, politico italiano (Ramacca, n. 1900 - Catania, † 1966)
- Fortunato La Camera, politico italiano (Cosenza, n. 1898 - Cosenza, † 1972)
- Fortunato Licandro, politico italiano (Reggio Calabria, n. 1923 - Reggio Calabria, † 1985)
- Fortunato Messa, politico e avvocato italiano (Teano, n. 1883 - Roma, † 1963)
- Fortunato Mizzi, politico maltese (La Valletta, n. 1844 - La Valletta, † 1905)

## Poliziotti(1)
- Fortunato Arena, carabiniere italiano (San Filippo del Mela, n. 1969 - Pontecagnano Faiano, † 1992)

## Presbiteri(2)
- Fortunato Di Noto, presbitero e scrittore italiano (Avola, n. 1963)
- Fortunato Santini, presbitero, compositore e collezionista d'arte italiano (Roma, n. 1778 - Roma, † 1861)

## Produttori cinematografici(1)
- Fortunato Misiano, produttore cinematografico italiano (Messina, n. 1899 - Roma, † 1976)

## Pugili(1)
- Fortunato Manca, pugile italiano (Monserrato, n. 1934 - Cagliari, † 2008)

## Religiosi(2)
- Fortunato Coppoli, religioso e giurista italiano (Perugia, n. 1430 - Assisi, † 1477)
- Fortunato Scacchi, religioso e teologo italiano (Ancona, n. 1573 - Fano, † 1643)

## Sceneggiatori(1)
- Fortunato Calvino, sceneggiatore, regista teatrale e drammaturgo italiano (Napoli, n. 1955)

## Scienziati(1)
- Fortunato Vinaccesi, scienziato italiano (Offlaga, n. 1631 - Brescia, † 1713)

## Scrittori(5)
- Fortunato Bellonzi, scrittore, critico d'arte e saggista italiano (Pisa, n. 1907 - Roma, † 1993)
- Stefano D'Arrigo, scrittore, poeta e critico d'arte italiano (Alì Terme, n. 1919 - Roma, † 1992)
- Fortunato Bartolomeo De Felice, scrittore e editore italiano (Roma, n. 1723 - Yverdon-les-Bains, † 1789)
- Fortunato Pasqualino, scrittore, drammaturgo e filosofo italiano (Butera, n. 1923 - Roma, † 2008)
- Fortunato Seminara, scrittore e giornalista italiano (Maropati, n. 1903 - Grosseto, † 1984)

## Scultori(3)
- Fortunato Galli, scultore italiano (Livorno, n. 1850 - Firenze, † 1918)
- Fortunato Gori, scultore italiano (Firenze - Parigi, † 1925)
- Fortunato Longo, scultore italiano (San Giorgio Morgeto, n. 1884 - Roma, † 1957)

## Sovrani(1)
- Fortunato Garcés, re

## Tenori(2)
- Fortunato Caprilli, tenore italiano (Arezzo, n. 1908 - Arezzo, † 2005)
- Fortunato De Angelis, tenore italiano (Roma, n. 1882)

## Vescovi(4)
- Fortunato I di Grado, vescovo italiano
- Fortunato di Todi, vescovo italiano († 565)
- Fortunato di Napoli, vescovo e santo romano
- Fortunato di Fano, vescovo e santo

## Vescovi cattolici(4)
- Fortunato Morosini, vescovo cattolico italiano (Venezia, n. 1666 - Padova, † 1727)
- Fortunato Vinelli, vescovo cattolico italiano (Santa Margherita Ligure, n. 1832 - Chiavari, † 1910)
- Fortunato Zoppas, vescovo cattolico italiano (Scomigo, n. 1903 - Vittorio Veneto, † 1969)
- Fortunato de Santa, vescovo cattolico italiano (Forni di Sopra, n. 1862 - Sessa Aurunca, † 1938)